# Gmalimita
La gmalimita és un mineral de la classe dels sulfurs que pertany al grup de la djerfisherita. El nom deriva del nom geogràfic Wadi Gmalim, un afluent del Wadi Hemar, a la conca de Hatrurim.

## Característiques
La gmalimita és un sulfur de fórmula química K₆◻Fe²⁺₂₄S₂₇. Va ser aprovada com a espècie vàlida per l'Associació Mineralògica Internacional l'any 2019, i va ser publicada a la revista internacional Minerals per Irina Galuskina et al. en el mes de maig de 2025 amb el títol «Zoharite, (Ba,K)₆(Fe,Cu,Ni)₂₅S₂₇, and Gmalimite, K₆◻Fe²⁺₂₄S₂₇—New Djerfisherite Group Minerals from Gehlenite-Wollastonite Paralava, Hatrurim Complex, Israel». Cristal·litza en el sistema isomètric.
L'exemplar que va servir per a determinar l'espècie, el que es coneix com a material tipus, es troba conservat a les col·leccions del Museu Mineralògic Fersmann, de l'Acadèmia de Ciències de Rússia, a Moscou (Rússia), amb el número de registre: 5297/1.

## Formació i jaciments
Va ser descoberta a Halamish wadi, a la conca de l'Hatrurim, dins el Consell Regional de Tamar (Districte del Sud, Israel). Aquest indret és l'únic a tot el planeta on ha estat descrita aquesta espècie mineral.